# Antabamba
Antabamba è una città del Perù, capoluogo della provincia di Antabamba nella regione di Apurímac.